# Идеальная гармония (телесериал)
«Идеальная гармония» (англ. Perfect Harmony) - это американский телесериал в жанре комедии, премьера состоялась 26 сентября 2019 года на американском телеканале NBC.
10 июня 2020 года телеканал NBC закрыл телесериал после одного сезона.

## Сюжет
Бывший преподаватель из Принстона знакомится с провинциальным хором маленького американского городка. Неожиданно для себя герой решает остаться руководить симпатичными людьми из глубинки.

## В ролях

### Основной состав
- Брэдли Уитфорд
- Анна Кэмп
- Тимберли Хилл
- Уилл Гринберг
- Джино Седжерс

## Обзор сезонов
| Сезон | Сезон | Эпизоды | Дата показа      | Дата показа    | Рейтинг Нильсона | Рейтинг Нильсона       |
| Сезон | Сезон | Эпизоды | Премьера         | Финал          | Ранк             | Зрители США (миллионы) |
| ----- | ----- | ------- | ---------------- | -------------- | ---------------- | ---------------------- |
|       | 1     | 13      | 26 сентября 2019 | 23 января 2020 | TBA              | TBA                    |

## Список эпизодов

### Сезон 1 (2019 - 2020)
| № | Название                                           | Режиссёр   | Автор сценария | Дата премьеры    | Произв. код | Зрители в США (млн) |
| - | -------------------------------------------------- | ---------- | -------------- | ---------------- | ----------- | ------------------- |
| 1 | «Пилот» «Pilot»                                    | Неизвестно | Неизвестно     | 26 сентября 2019 | PF101       | 2.63                |
| 2 | «Фестиваль вилок» «Fork Fest»                      | Неизвестно | Неизвестно     | 3 октября 2019   | PF102       | 2.07                |
| 3 | «Нет времени для неудачников» «No Time for Losers» | Неизвестно | Неизвестно     | 10 октября 2019  | PF103       | 2.07                |
| 4 | «Сезон охоты» «Hunting Season»                     | Неизвестно | Неизвестно     | 17 октября 2019  | PF104       | 2.12                |
| 5 | «Он электрический» «It's Electric»                 | Неизвестно | Неизвестно     | 24 октября 2019  | PF105       | 2.01                |